# Svend Bille
Svend Aage Drost Bille (15. juli 1888 i København – 3. april 1973 smst) var en dansk skuespiller.
Han var elev af Herman Bang og debuterede i 1912 på Casino Teatret. I perioden 1913-1917 var han på Aarhus Teater, hvorefter han i 10 år var tilknyttet Betty Nansen Teatret. Sidenhen havde han freelance arbejde på forskellige københavnske teatre, indtil han fra 1968 var ansat på Det kongelige Teater.
Svend Bille var gift to gange.

## Filmografi i udvalg
- Den hvide slavehandel – 1910
- Balletdanserinden – 1911
- Den hvide slavehandels sidste offer – 1911
- Vampyrdanserinden – 1912
- Atlantis – 1913
- Tretten år – 1932
- Odds 777 – 1932
- De blaa drenge – 1933
- Lynet – 1934
- Week-End – 1935
- En lille tilfældighed – 1939
- Alle går rundt og forelsker sig – 1941
- Gå med mig hjem – 1941
- Wienerbarnet – 1941
- Tag til Rønneby Kro – 1941
- Wienerbarnet – 1941
- Ballade i Nyhavn – 1942
- Hans onsdagsveninde – 1943
- En pige uden lige – 1943
- Familien Gelinde – 1944
- Man elsker kun een gang – 1945
- Panik i familien – 1945
- Penge som græs – 1948
- Hvor er far? – 1948
- Lejlighed til leje – 1949
- Min kone er uskyldig – 1950
- Som sendt fra himlen – 1951
- Far til fire – 1953
- Mig og min familie – 1957
- Krudt og klunker – 1958
- Mariannes bryllup – 1958
- Helle for Helene – 1959
- Paw – 1959
- Skibet er ladet med – 1960
- Støvsugerbanden – 1963
- Vi har det jo dejligt – 1963
- Flådens friske fyre – 1965
- Olsen Banden på spanden – 1969

## Eksterne links
- Svend Bille på Internet Movie Database (engelsk)
- Svend Bille på Filmdatabasen
- Svend Bille på danskefilm.dk
- Svend Bille på danskfilmogtv.dk
- Svend Bille på Scope
- Svend Bille på Svensk Filmdatabas (svensk)
- Svend Bille på The Movie Database (engelsk)
- Svend Bille på gravsted.dk